# 64. pehotni polk (Italija)
64. pehotni polk Cagliari (izvirno italijansko 64º Reggimento fanteria) je bil pehotni polk Kraljeve italijanske kopenske vojske.

## Zgodovina
Med prvo svetovno vojno je bil polk nastanjen na italijanski fronti, v Albaniji, Makedoniji in v Bolgariji, medtem ko je bil polk med drugo svetovno vojno (1940-43) nastanjen v Franciji in v Grčiji.